# Chùa Địch Lộng

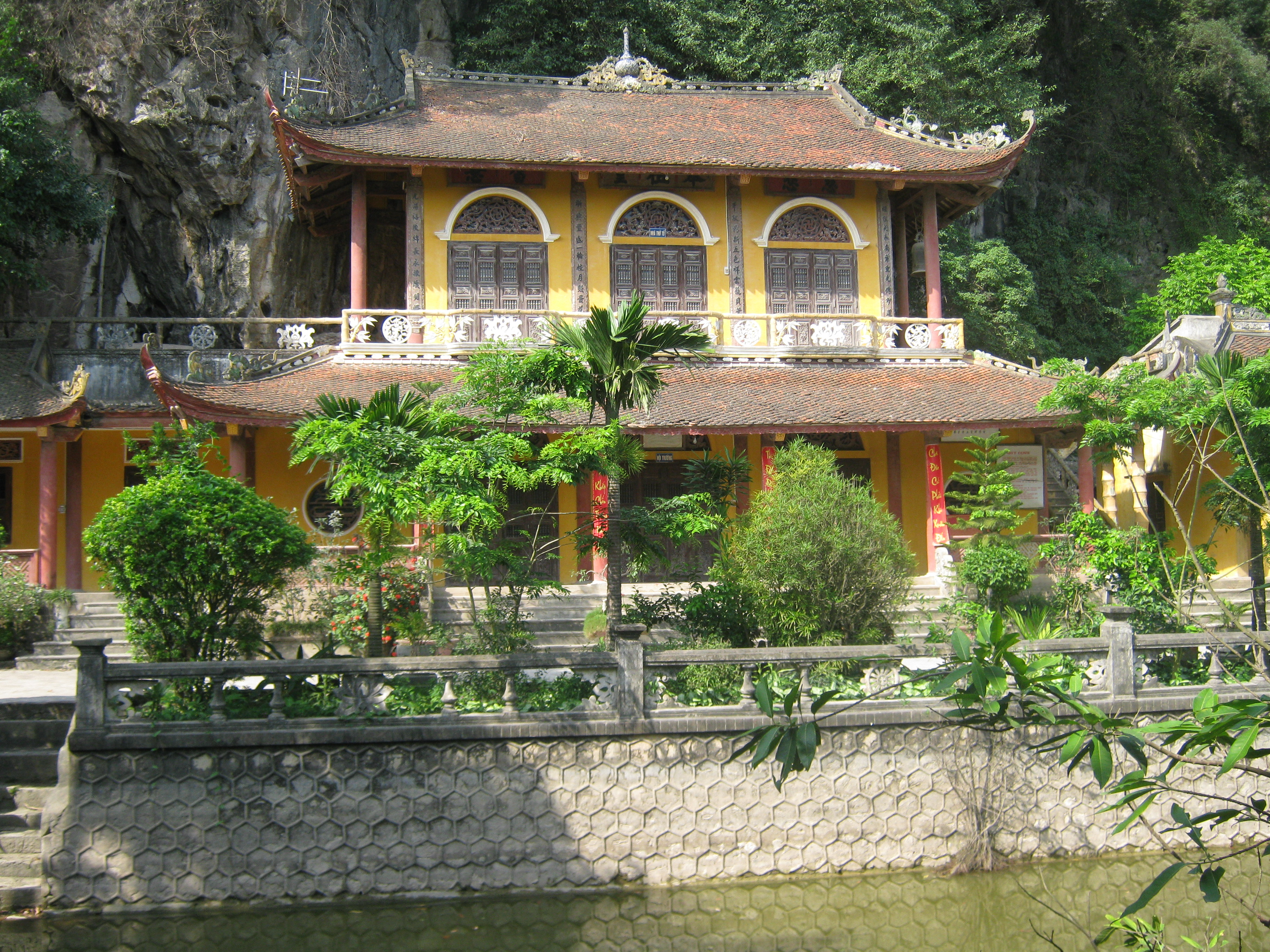
Nhà tiền đường - Chùa Địch Lộng

Động - chùa Địch Lộng ở vùng đất thôn Địch Lộng, xã Gia Thanh, huyện Gia Viễn, tỉnh Ninh Bình, Việt Nam.
Động ở cách Quốc lộ 1 chưa tới 1 km, đi từ cầu Khuất theo bờ nam sông Đáy về hướng tây.
Động - chùa Địch Lộng được xếp hạng di tích lịch sử - văn hóa cấp quốc gia Việt Nam vào năm 1990. Động - chùa Địch Lộng đẹp tới mức được giới vua chúa quyền quý xưa xếp vào nhóm "Nam thiên đệ nhất động". Nếu như vua Tự Đức ban tặng Hương Tích là Nam thiên đệ nhất động, chúa Trịnh Sâm ban tặng Bích Động là "Nam thiên đệ nhị động" thì Địch Lộng cũng được vua Minh Mạng ban tặng là "Nam thiên đệ tam động", có nghĩa động đẹp thứ ba ở trời Nam.

## Lễ hội

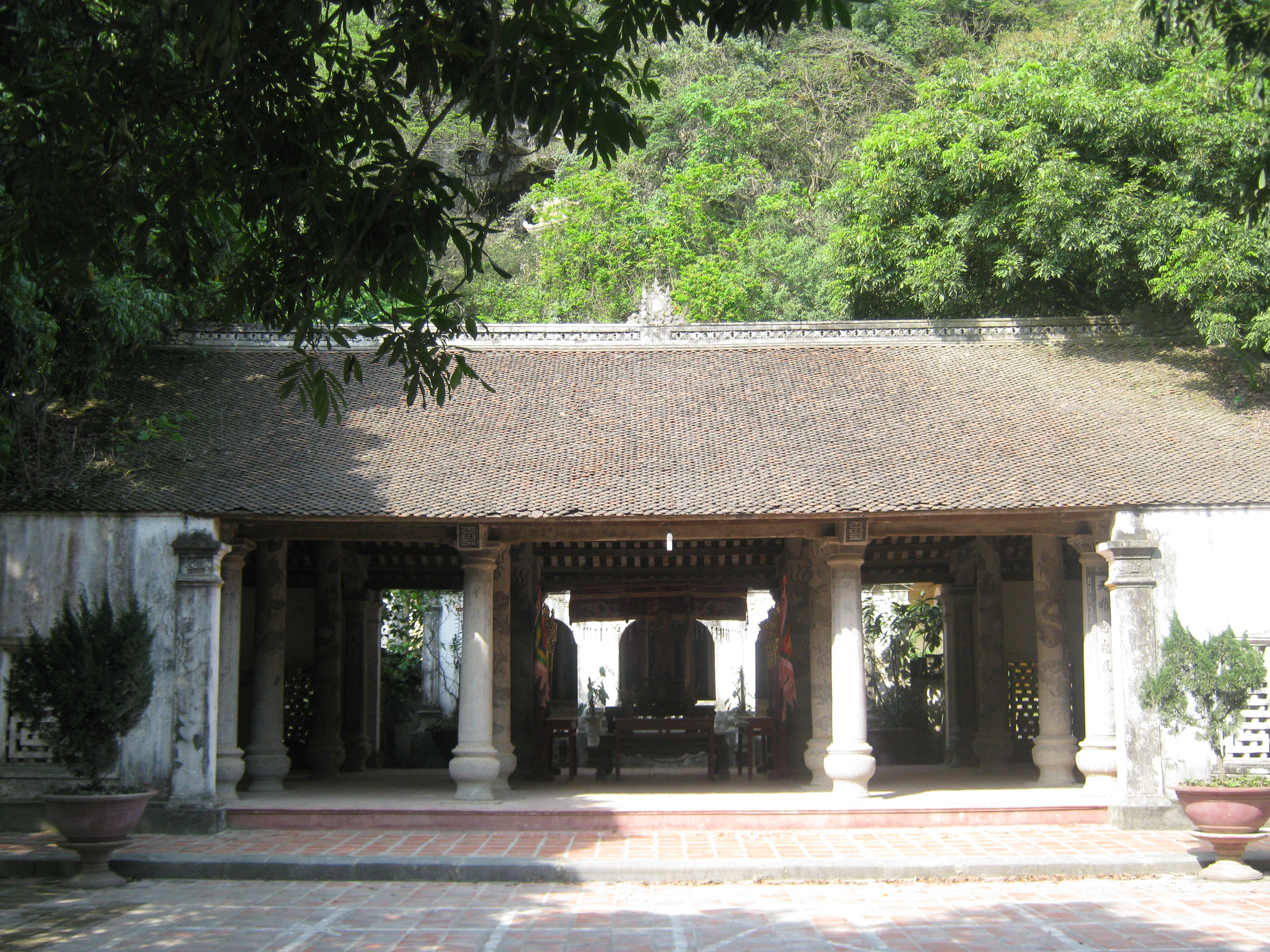
Đình đá thờ Lý Quốc Sư
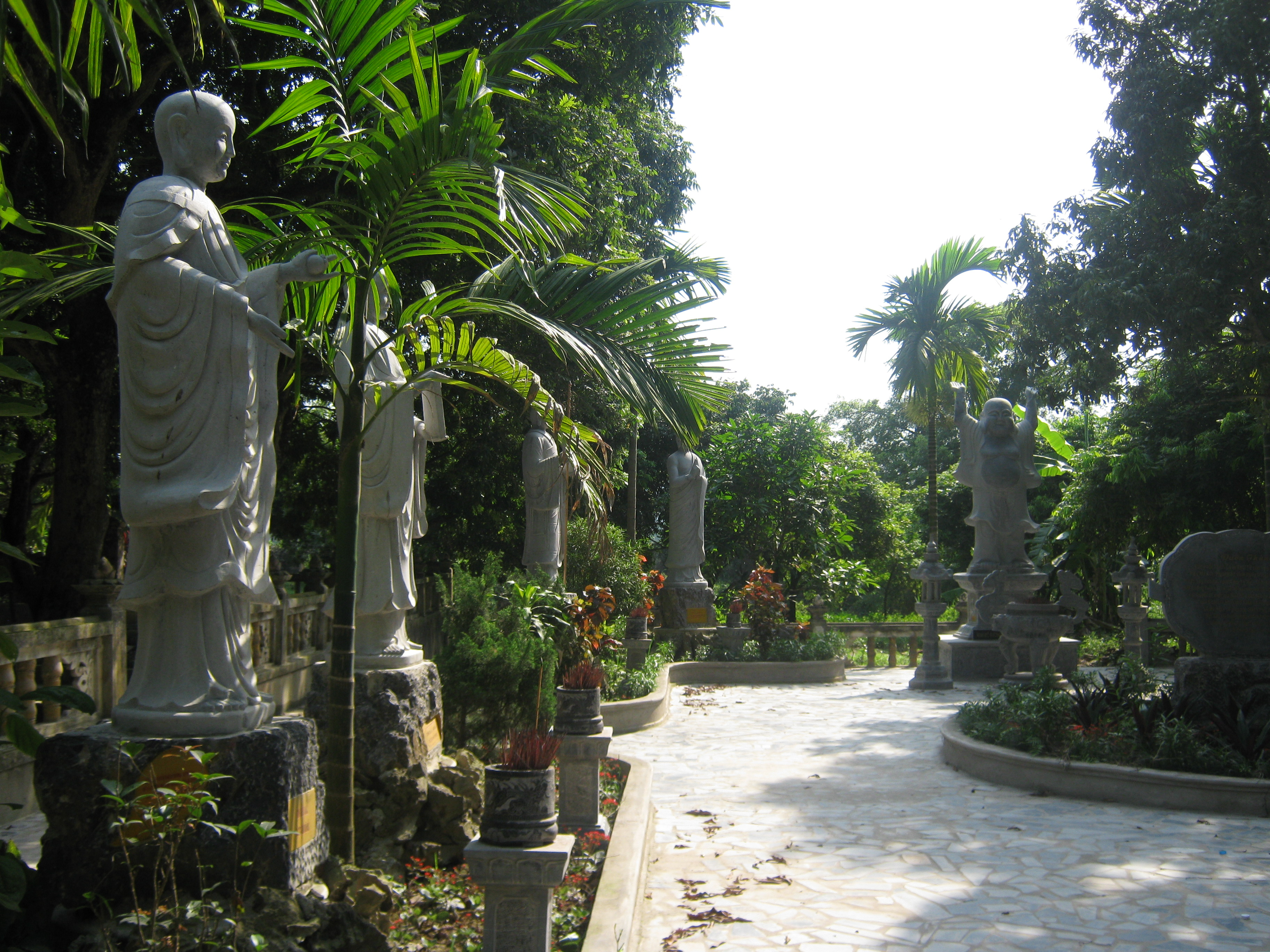
Vườn tượng thành đạo
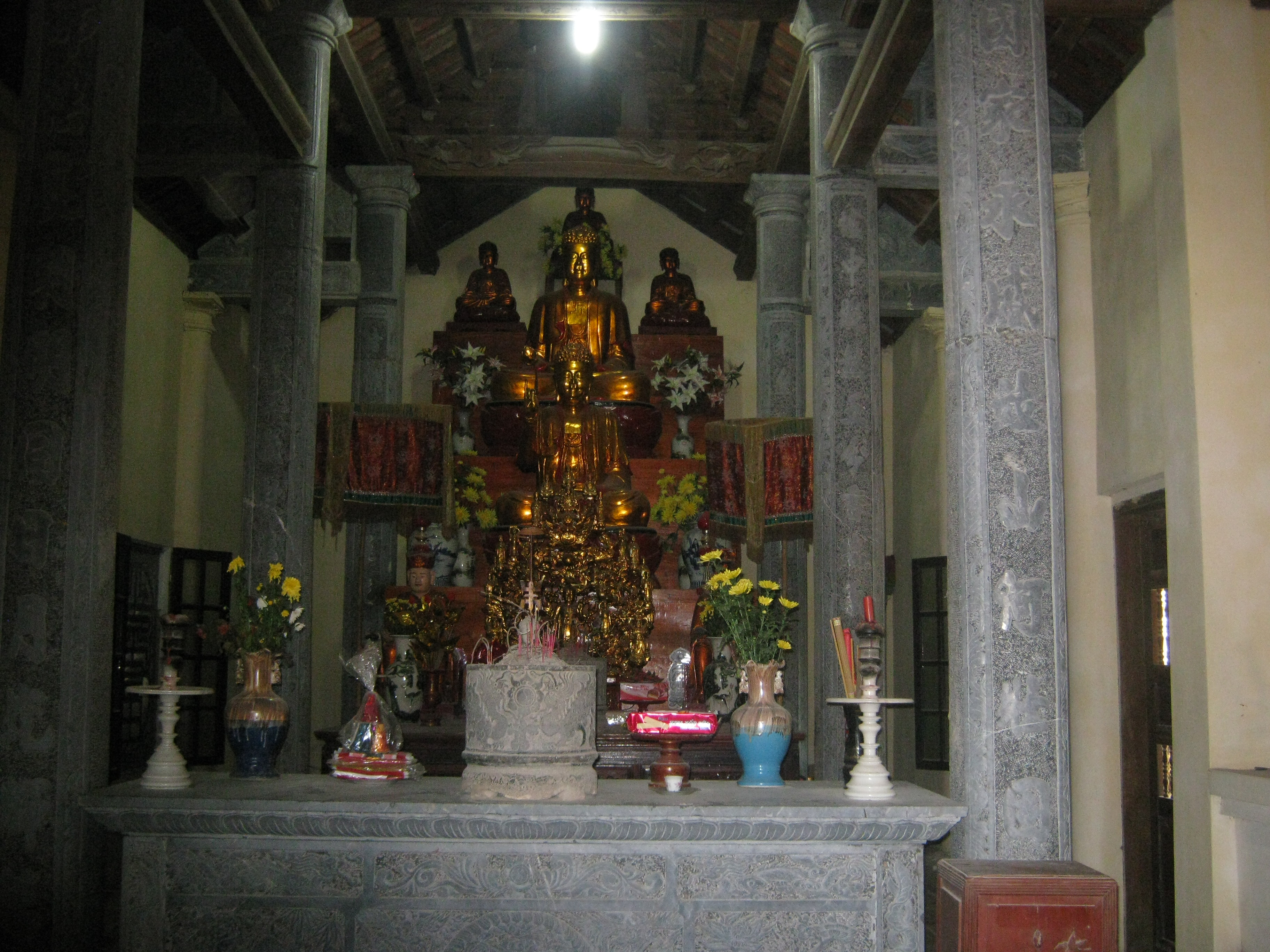
Đình đá
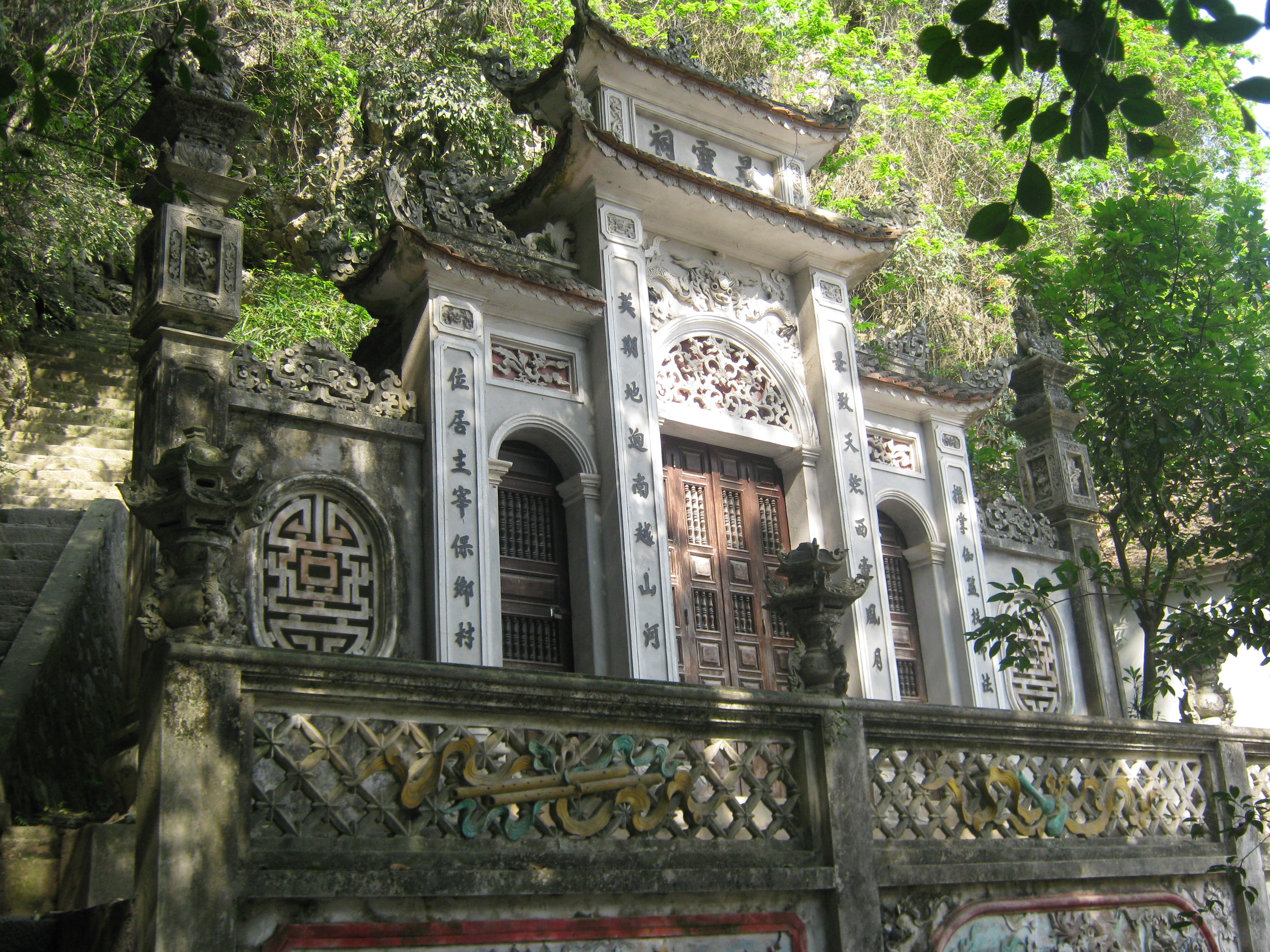
Phủ đức ông
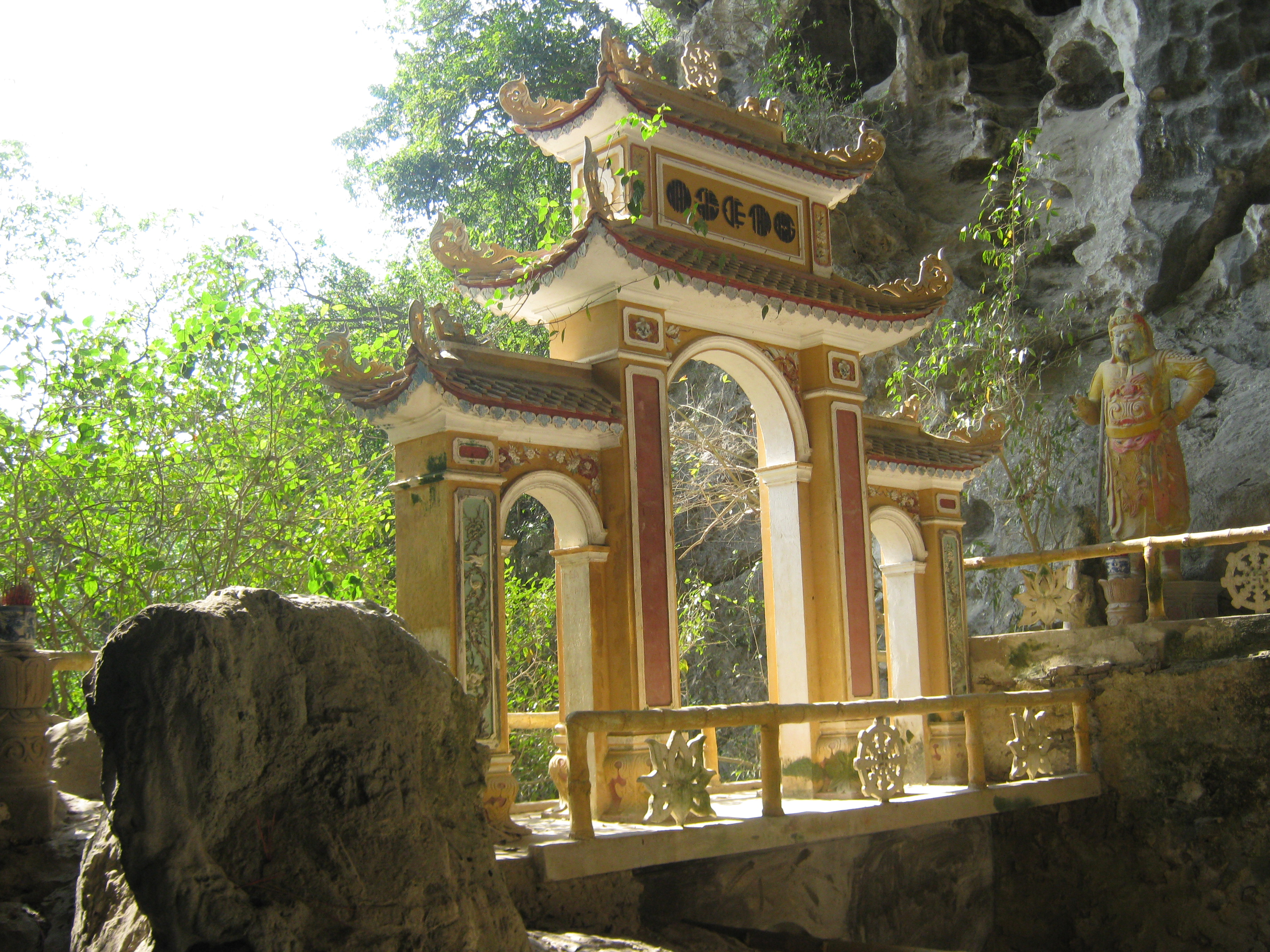
Cửa chùa
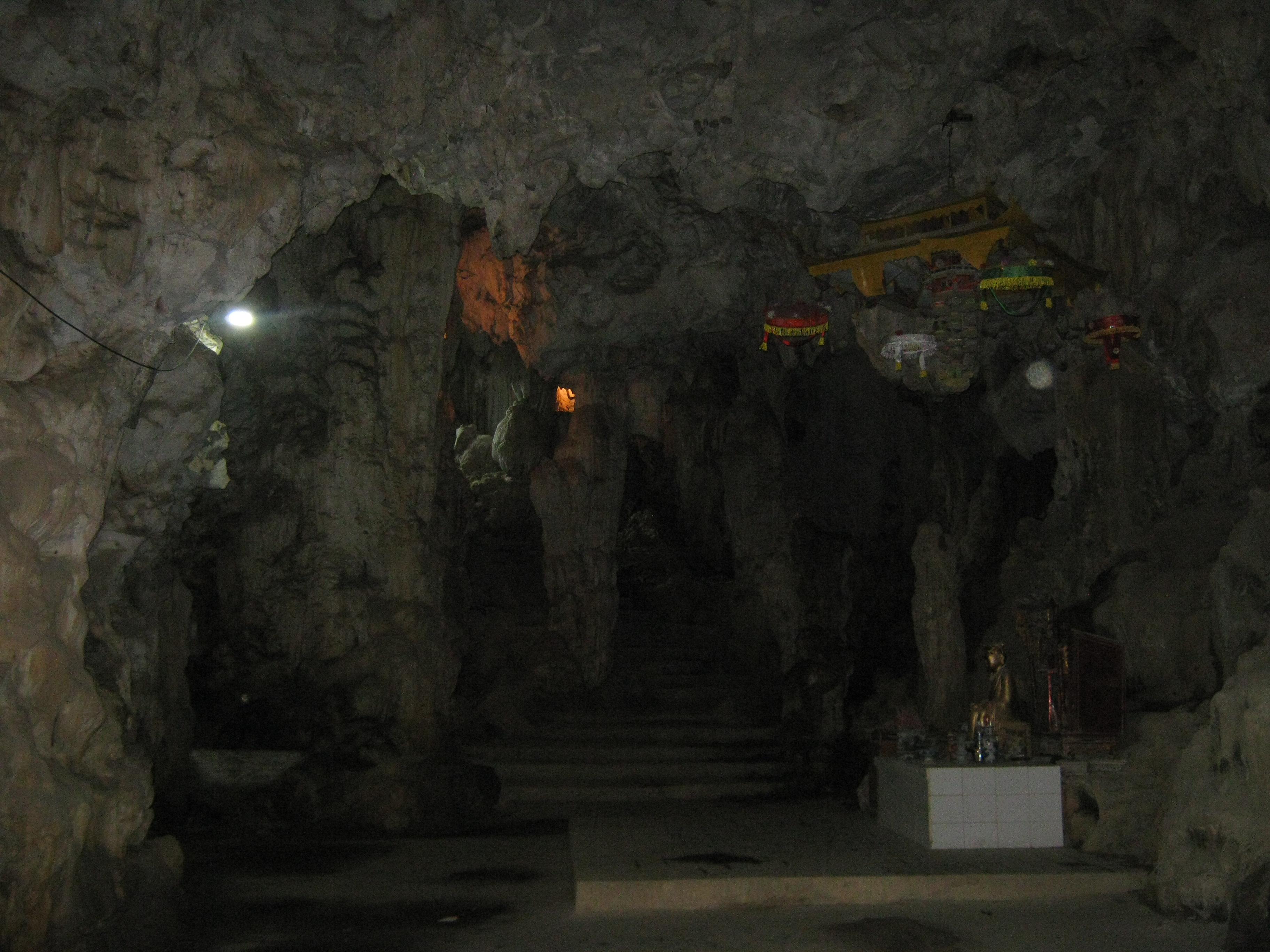
Nhũ đá
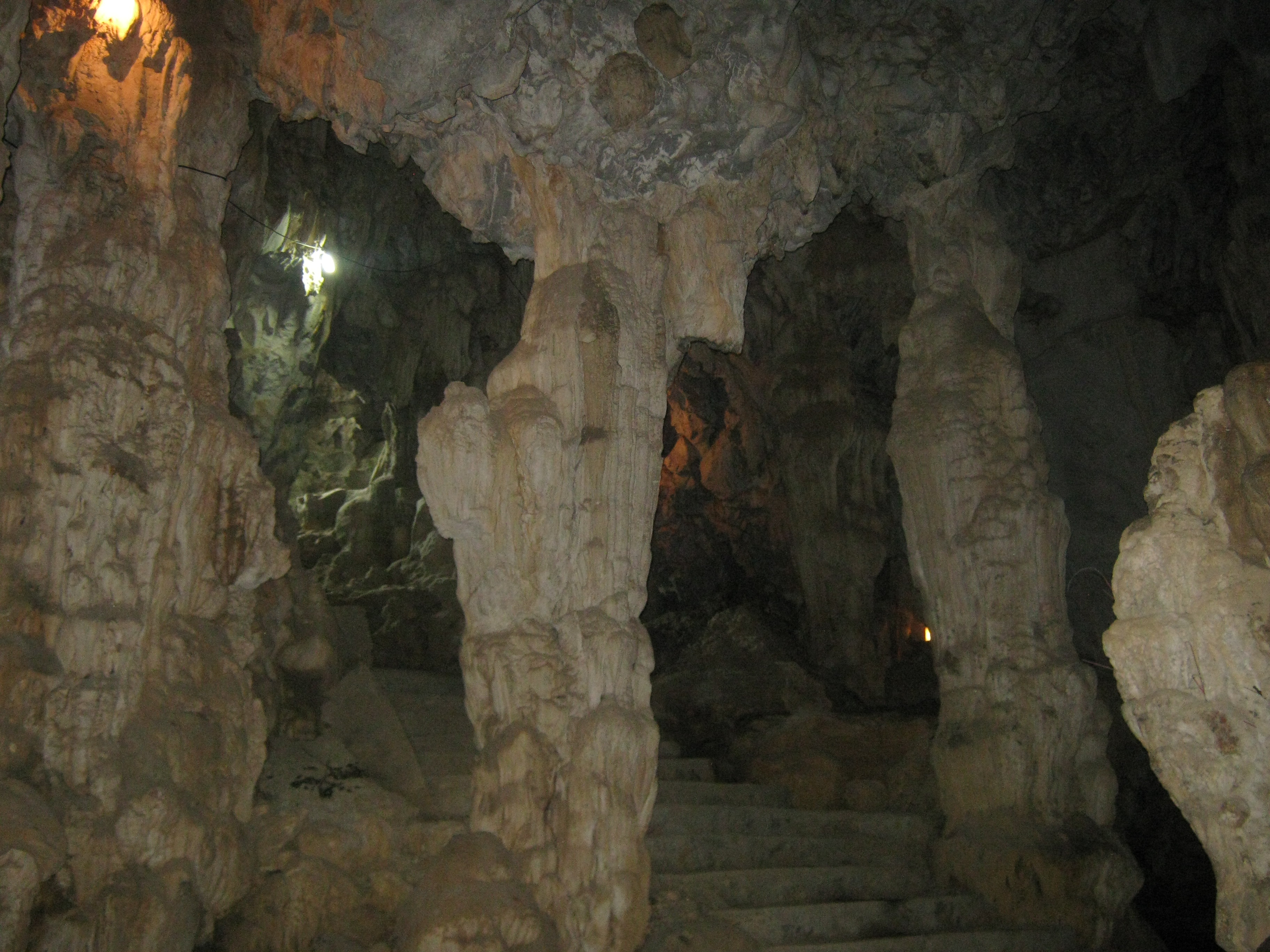
Nhũ đá
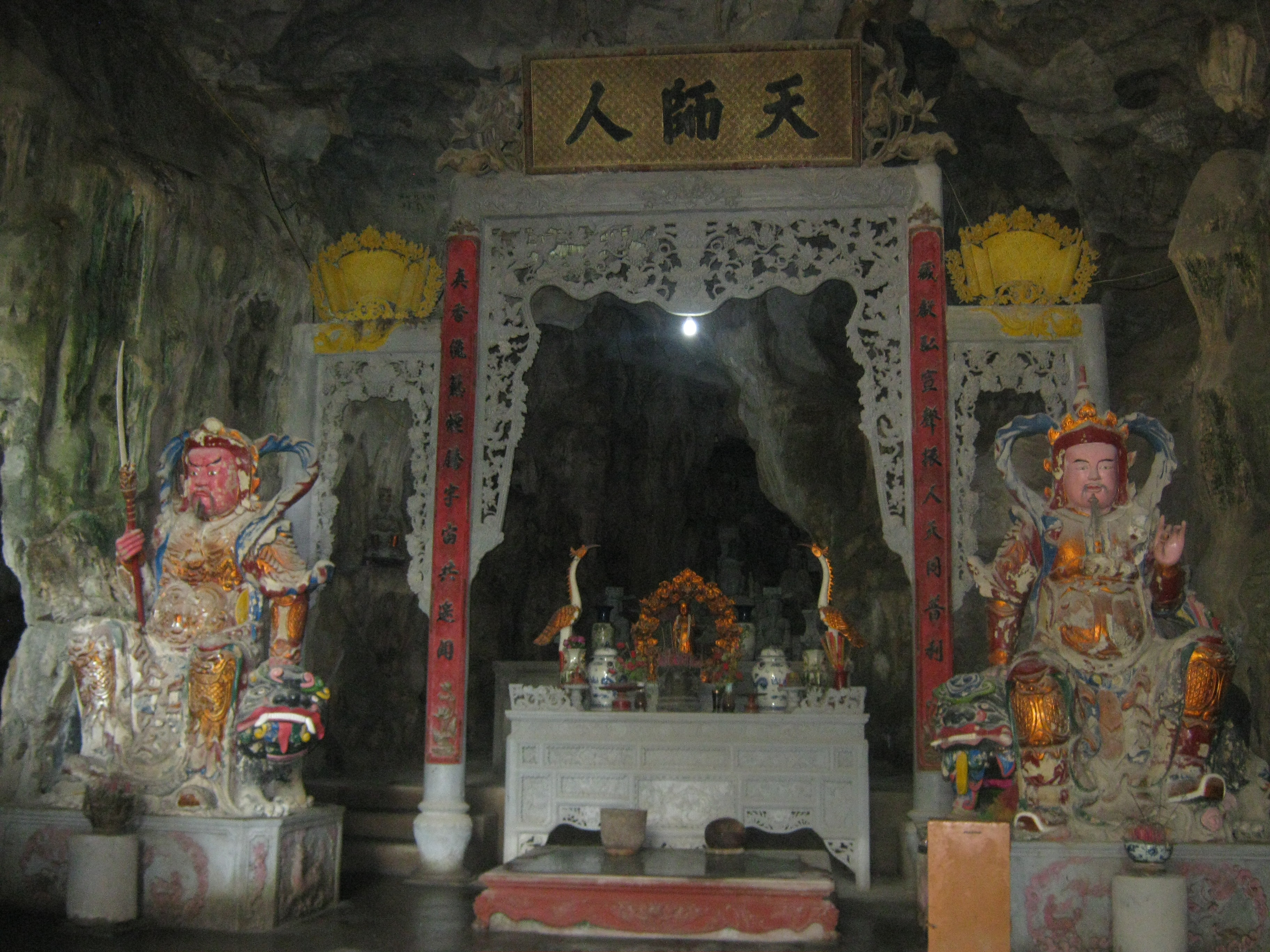
Chùa Thượng